# Viktor Hamburger
Viktor Hamburger (Kamienna Góra, 9 juli 1900 – Saint Louis, 12 Juni 2001) was een Duits-Amerikaans bioloog en embryoloog. "Hij was een van de meest invloedrijke neuro-embryologen van de twintigste eeuw". Samen met Rita Levi-Montalcini bestudeerde hij embryo's van kippen, wat uiteindelijk leidde tot de ontdekking van de zenuwgroeifactor (Nerve Growth Factor afgekort met NGF).

## Levensloop

### Jeugd
Viktor werd geboren in het kleine plaatsje Landeshut in de provincie Silezië in Duisland. Na de Tweede Wereldoorlog werd het stadje deel van Polen en werd het Kamienna Góra genoemd. Zijn ouders maakten deel uit van de Joodse middenklasse en hadden een uitgebreide interesse in cultuur, kunst en politiek. Hij was de oudste van drie jongens. Vanaf het moment dat hij kon wandelen verzamelde hij allerlei objecten, planten, dieren en fossielen uit de natuur, waaronder ook eieren van salamanders en kikkers waarvan hij de ontwikkeling volgde. Later zou hij, samen met zijn vriend Walther Arndt, een boek schrijven over het natuurgebied rond Landeshut met de titel Heimatbuch des Kreises Landeshut.

### Opleiding
In het voorjaar van 1918 kwam hij van de middelbare school en moest het leger in. In de winter van dat jaar schreef hij zich ook in aan de Universiteit van Wroclaw (eerder Breslau), waar hij zoölogie, botanica, geologie en wiskunde studeerde. Na een lezing van Hans Driesch en Curt Herbst over experimentele embryologie aan de Universiteit van Heidelberg, besloot hij embryologie te gaan studeren. In 1920 ging hij voor zijn doctoraat naar de Universiteit van Freiburg waar hij in het laboratorium van Hans Spemann werkte, die later een Nobelprijs zou krijgen voor zijn onderzoek met gastrula's van amfibieën en de ontdekking van de organizer, werk dat hij samen met Hilde Mangold verricht had. Met hem en met het gebruik van zijn speciale laboratorium-technieken behaalde Viktor in 1925 zijn doctoraat met een proefschrift over het zenuwstelsel in de larven van de kikker. Vervolgens haalde hij zijn postdoctoraat in Göttingen, waar hij ook zijn toekomstige vrouw, Martha Fricke, leerde kennen.

### Onderzoek
Na het behalen van zijn doctorstitel ging hij voor 4 maanden naar Napels om onderzoek te doen in de mariene biologie.

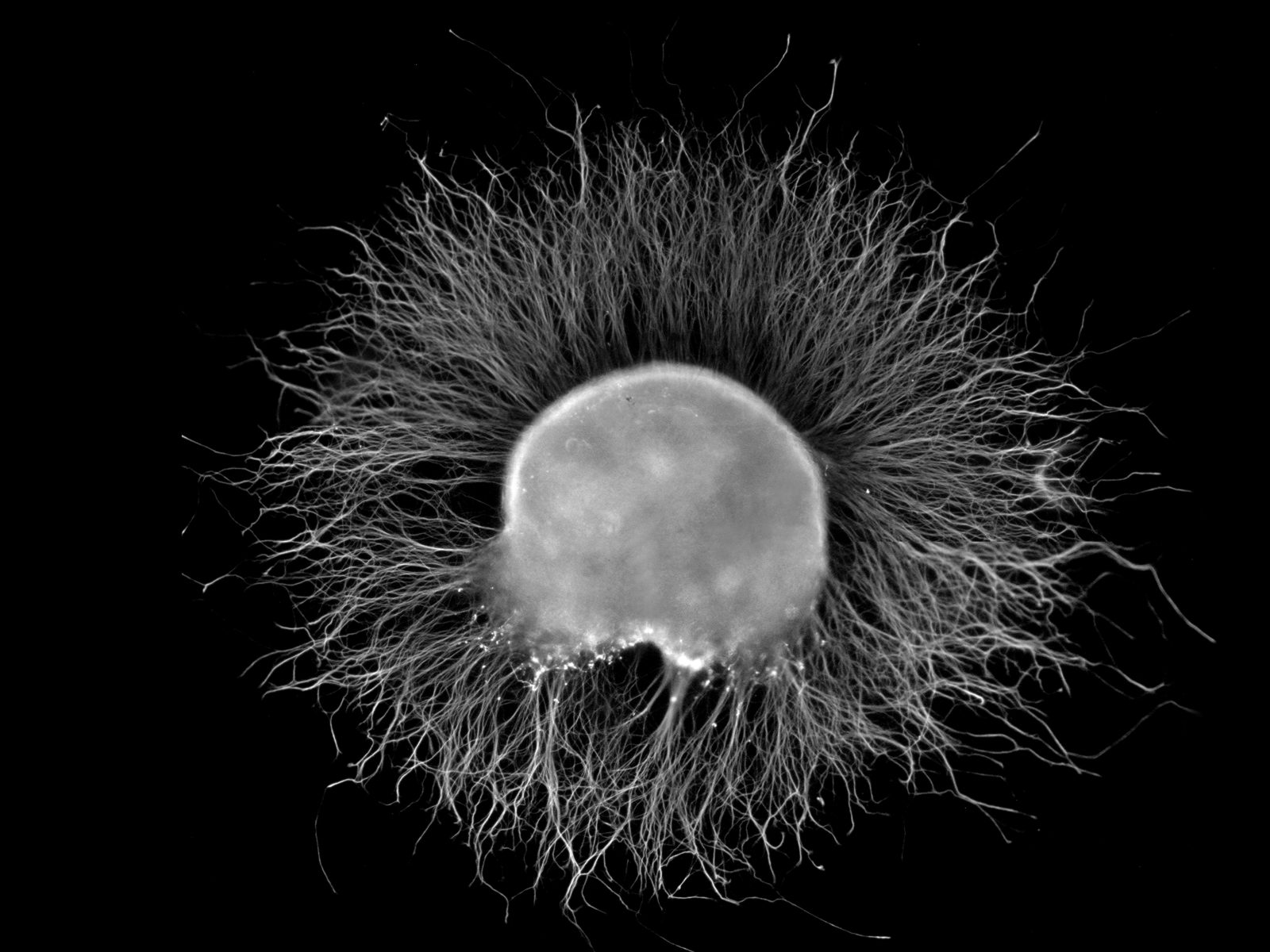
Een dorsale zenuwwortel van een embryo van de kip na incubatie met NGF

#### Duitsland
In 1927 ging hij terug naar Freiburg waar hij een positie kreeg om te onderwijzen en het laboratorium van Spemann mede te beheren. Hij begon zich te interesseren voor het genetisch onderzoek van de ontwikkeling bij salamanders. Net toen hij zich wilde inzetten voor zijn onderzoek met kruising van verschillende soorten, ging hij met sabbatical naar de Verenigde Staten.

#### Verenigde Staten
In 1932 ontving Viktor Hamburger een beurs van Rockefeller waarmee hij Spemann's microchirurgie naar de Universiteit van Chicago bracht. Hij bestudeerde hoe bij de kip het zenuwstelsel zich in de ledematen ontwikkelde. Zijn positie in Duitsland, net als die van alle andere joden aan de Duitse Universiteiten, werd in 1933 geannuleerd door de nazi's. Zijn beurs werd met twee jaar verlengd waarna hij aan de Universiteit van Washington in Saint Louis uiteindelijk professor en hoofd van de afdeling zoölogie werd. Daar ging hij door met zijn onderzoek naar de ontwikkeling bij de kip en toonde aan dat de groei van het zenuwstelsel afhankelijk was van de aanwezigheid van het doelweefsel zoals ledematen teneinde zich te kunnen ontwikkelen. Rita Levi-Montalcini in Italië toonde aan dat de ledematen signalen afgaven die de neuronen deed overleven. In 1947 kwam zij naar Hamburger's lab waar zij 25 jaar zou blijven. Ze werkten aan de Nerve Growth Factor (NGF) met een derde medewerker, de biochemicus Stanley Cohen en ontdekten de primaire structuur in 1971, waar Rita Levi-Montalcini en Stanley Cohen in 1978 de Nobelprijs voor Fysiologie of Geneeskunde voor ontvingen. Hamburger bleef werken met NGF en stelde vast dat deze zenuwgroeifactor belangrijk is voor het behoud en onderhoud van de neuronen.
In de zestiger en zeventiger jaren bracht hij de zomers vaak door in Europa. Hij ging door met zijn onderzoek naar NGF en bracht extra eigenschappen in het embryo van de kip aan het licht. Hij schreef ook memoires, waaronder een over Spemann en diens bijdragen aan de embryologie. Hij overleed op 100-jarige leeftijd na een kort ziekbed.

## Erkenningen en prijzen
- 1953 – Verkozen in de National Academy of Sciences
- 1959 – Verkozen in de American Academy of Arts and Sciences
- 1976 – Eredoctoraat, Universiteit van Washington in St. Louis
- 1978 – Wakeman Award voor Onderzoek in de Neurowetenschappen
- 1981 – Ross Harrison Prijs van de Internationale Vereniging van Ontwikkelingsbiologen, gedeeld met Donald Brown
- 1983 – Louisa Gross Horwitz Prijs van de Columbia University met Stanley Cohen en Rita Levi-Montalcini
- 1984 – Eredoctoraat van de Faculteit van Mathematice en Wetenschap, Uppsala University
- 1985 – Ralph W. Gerard Prijs in Neurowetenschappen van de Vereniging voor Neurowetenschappen
- 1989 – Nationale Medaille voor Wetenschap
- 1990 – Karl Spencer Lashley Award van de American Philosophical Society
- 2000 – Lifetime Achievement Award, Vereniging voor Ontwikkelingsbiologie[1]